# Norma Moore
Norma Moore (Chambersburg, 20 febbraio 1935) è un'attrice statunitense.

## Biografia
È stata protagonista del film Unwed Mother (1958) e ha recitato in altre produzioni in ruoli minori. Non è più attiva dal 2010.

## Filmografia parziale

### Cinema
- Unwed Mother (1958)
- Piccola peste (1990)

### Televisione
- The Court of Last Resort – serie TV, episodio 1x15 (1958)
- Have Gun - Will Travel – serie TV, episodio 1x18 (1958)
- Sugarfoot – serie TV, episodio 2x03 (1958)